# Chobe
De Chobe is een rivier in Afrika. De rivier ontspringt als Cuando op het Bié-plateau in Centraal-Angola en stroomt vervolgens in zuidelijke richting door de Caprivistrook (Namibië) naar het moeras van de rivier de Linyanti. De Linyanti stroomt verder in oostelijke richting en heet hier vervolgens Chobe en vormt hier de grens tussen Botswana en Namibië. Alleen in tijden van hoge afvoer bereikt het water de Zambezi. Vanuit de Zambezi stroomt het water veelal wel in westelijke richting.
Het Chobe National Park in Botswana dankt zijn naam aan de rivier.